# Kościół Świętego Ojca Pio w Gdańsku
Kościół św. Ojca Pio w Gdańsku  – rzymskokatolicki kościół parafialny znajdujący się w Gdańsku w dzielnicy Ujeścisko. Wchodzi w skład dekanatu Gdańsk-Łostowice, którego jest siedzibą.

## Historia
- 30 lipca 2000 - erygowano parafię[2].
- 2000 - oddano do użytku kaplicę.
- 25 maja 2003 - poświęcono plac pod budowę kościoła.
- 2005 - rozpoczęto budowę kościoła, nawiązującego architekturą do archikatedry Oliwskiej według projektu Szczepana Bauma[3].
- 23 września 2006 - arcybiskup Tadeusz Gocłowski wmurował w ścianę powstającego kościoła kamień węgielny.
- 2011 - ukończono budowę kościoła.
- 22 września 2018 - konsekracja kościoła[3].